# Coccus inquilinum
Coccus inquilinum är en insektsart som först beskrevs av Robert Newstead 1920.  Coccus inquilinum ingår i släktet Coccus och familjen skålsköldlöss.
Artens utbredningsområde är Guyana. Inga underarter finns listade i Catalogue of Life.